# Herekino
Herekino ist eine kleine Siedlung im Far North District der Region Northland auf der Nordinsel von Neuseeland.

## Namensherkunft
Herekino wurde vom Māori-Häuptling Tohe benannt, der den Ort auf dem Weg zu einem Besuch bei dem in Owhata lebenden Häuptling Taunaha passierte. Er fand eine falsch gebundene Vogelschlinge, die einem möglichen Opfer unnötiges Leiden verursacht hätte. Er benannte das Gebiet Herekino-a-Taunaha (der falsche Knoten von Taunaha).

## Geographie
Herekino liegt rund 18 km südwestlich von Kaitaia am Nordostende des Herekino Harbour, einem kleinen Naturhafen, der rund 7 km ins Landesinnere reicht. Der Hafen ist ein versunkenes Stromtal in das heute verschiedene Streams (Bäche) münden. Der Herekino Forest, der einen größeren Bestand an Kauri-Bäumen besitzt, liegt im Norden der Siedlung. Die Tauroa Peninsula liegt rund 15 km nordwestlich der Siedlung.

## Geschichte
Der Iwi Ngāti Ruānui (heute Te Aupōuri) beherrschte die Häfen von Herekino und Whangape. Mehrere Kämpfe wurden gegen andere Stämme ausgetragen, bevor das Gebiet von den Europäern besiedelt wurde.
Im Jahre 1846 verwechselte die Brigg H.M.S. Osprey bei Nebel die Herekino Heads mit der ähnlichen Einfahrt zum Hokianga Harbour, die rund 30 km weiter südlich liegt. Beide haben eine durch Sanddünen gebildete nördliche Begrenzung der Einfahrt. Die Osprey lief auf der flachen Sandbank nördlich der Landzunge auf und sank. Es gab keine Opfer. Herekino wurde auf manchen Seekarten wegen der Ähnlichkeiten der Zufahrt als „False Hokianga“ („falsches Hokianga“) eingetragen.
Dalmatische Immigranten bauten in den späten 1890er Jahren Wein an, und 1906 gab es bereits 14 Weingüter.
In der Mitte der 1960er Jahre war Herekino ein kleiner Ort mit Läden, einem Metzger, einer Tankstelle und Anderem. Nachdem die Straße nach Kaitaia befestigt wurde, mussten diese jedoch bald schließen.

## Bevölkerung
Das neuseeländische Amt Statistics New Zealand weist unter dem Ortsbegriff Herekino eine Einwohnerzahl für 2013 von 2016 Einwohnern aus. Doch das Gebiet, unter dem die statistischen Daten zusammengefasst wurden, erstreckt sich in Nord-Süd-Richtung über 30 km und in Ost-West-Richtung über rund 25 km und hat mit der hier beschrieben Siedlung außer dem Namen nichts gemein. Entsprechend der Mashbock-Auswertung hat die Siedlung weit weniger als 100 Einwohner.

## Naturhafen
Der Naturhafen fällt bis auf einen schmalen Kanal bei Ebbe größtenteils trocken. Im oberen Teil des Kanals befindet sich ein Mangrovenwald. Die kleine Siedlung Owhata liegt an der felsigen Südküste der Hafenzufahrt. Owhata ist ein flaches, grasbewachsenes Gebiet mit einer ziemlich flachen, aus Schlamm und Sand bestehenden Küste. Es gibt nur wenig Schutz vor der Witterung, und im Sommer herrscht Wasserknappheit.

## Bildungswesen
Die Schule von Herekino ist eine koedukative Grundschule mit etwa 60 Schülern.